# Uranophora cortes
Uranophora cortes är en fjärilsart som beskrevs av Gibbs 1914. Uranophora cortes ingår i släktet Uranophora och familjen björnspinnare. Inga underarter finns listade i Catalogue of Life.